# Julija Lipnicka
Julija Wiaczesławowna Lipnicka, ros. Юлия Вячеславовна Липницкая (ur. 5 czerwca 1998 w Jekaterynburgu) – rosyjska łyżwiarka figurowa, startująca w kategorii solistek. Mistrzyni olimpijska z Soczi (2014, drużynowo), wicemistrzyni świata, mistrzyni Europy (2014), medalistka finału Grand Prix, mistrzyni świata juniorów (2012) oraz medalistka mistrzostw Rosji. Zakończyła karierę amatorską 9 września 2017 r. i rozpoczęła pracę jako trener łyżwiarstwa.

## Życiorys

### Kariera
W swoim debiucie na mistrzostwach Europy w styczniu 2014 roku, została najmłodszą ich mistrzynią w historii. 

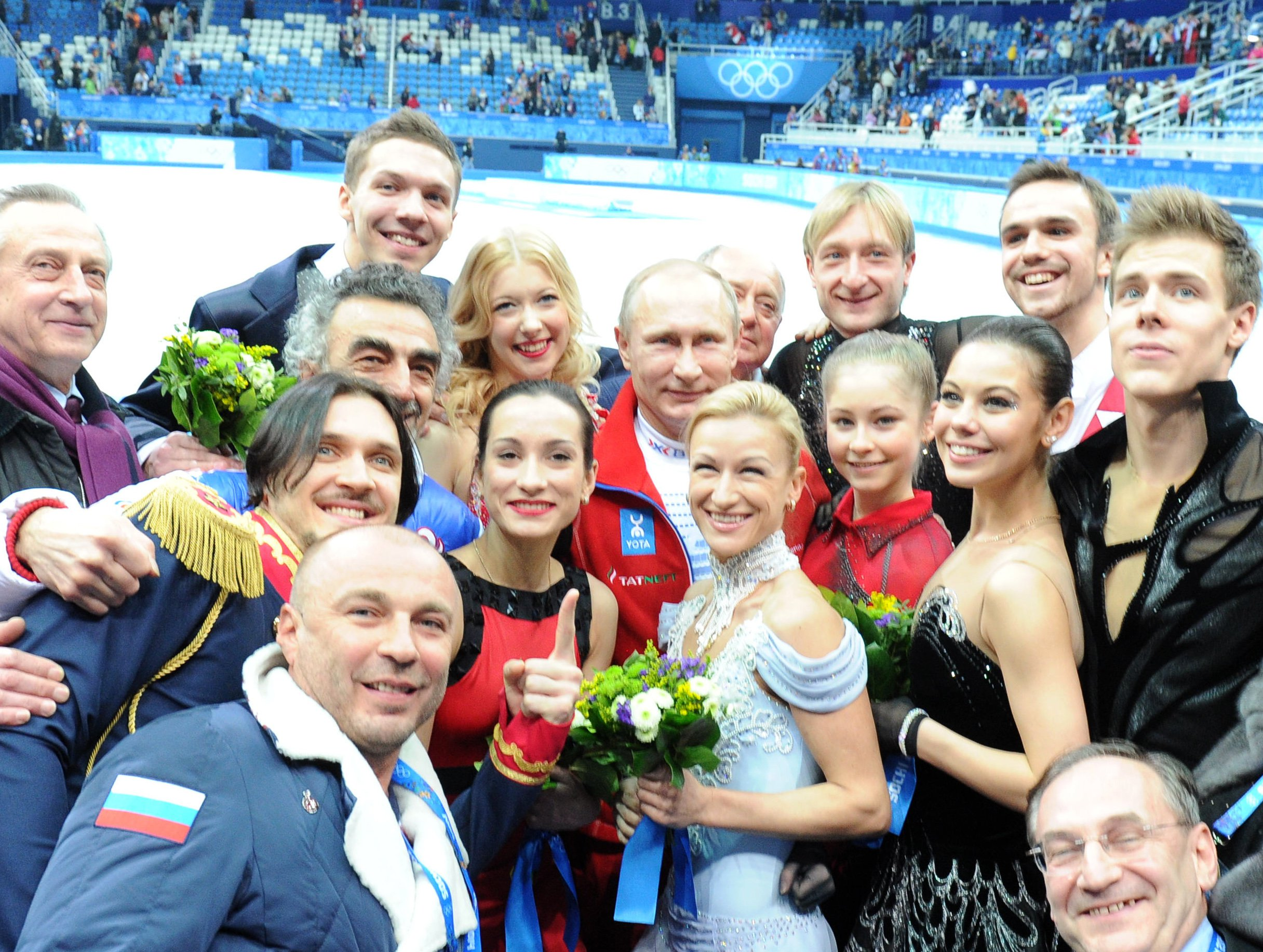
Reprezentacja Rosji wraz z Władimirem Putinem po zdobyciu złotego medalu olimpijskiego w 2014 r.

Wystąpiła na Zimowych Igrzyskach Olimpijskich 2014 w Soczi, gdzie zadebiutowała w pierwszych w historii zawodach drużynowych wygrywając program krótki z notą 72,90 pkt oraz program dowolny z notą 141,51 pkt. Ostatecznie 9 lutego 2014 r. reprezentacja Rosji z Lipnicką zdobyła złoty medal olimpijski z 10-punktową przewagą nad reprezentacją Kanady. Lipnicka stała się tym samym drugą najmłodszą w historii nie-indywidualną mistrzynią olimpijską, pokonując dotychczasowy rekord, ustanowiony w 1936 roku, na igrzyskach w Garmisch-Partenkirchen, przez Niemkę Maxi Herber w parach sportowych.
Jej popisowym elementem były spektakularne piruety i spirale, wykonywane między innymi w pozycji szpagatu.
28 sierpnia 2017 roku matka łyżwiarki Daniela poinformowała o zakończeniu kariery łyżwiarskiej Julijii. 9 września 2017 r. w Soczi Julija Lipnicka napisała oficjalne oświadczenie o wycofaniu się z reprezentacji narodowej oraz ogłosiła zakończenie amatorskiej kariery.

### Życie prywatne
W czerwcu 2020 roku Lipnicka potwierdziła, że spodziewa się dziecka z partnerem Władisławem Tarasienko.

## Osiągnięcia

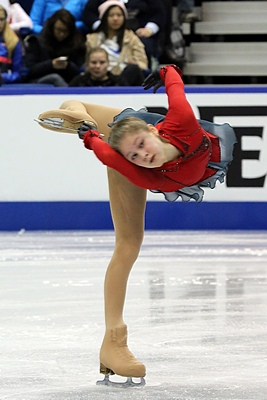
Skate Canada International 2013

| Zawody                                | 09–10          | 10–11          | 11–12          | 12–13          | 13–14          | 14–15          | 15–16          | 16–17          |                |                |                |                |                |                |                |                |                |
| Międzynarodowe                        | Międzynarodowe | Międzynarodowe | Międzynarodowe | Międzynarodowe | Międzynarodowe | Międzynarodowe | Międzynarodowe | Międzynarodowe | Międzynarodowe | Międzynarodowe | Międzynarodowe | Międzynarodowe | Międzynarodowe | Międzynarodowe | Międzynarodowe | Międzynarodowe | Międzynarodowe |
| ------------------------------------- | -------------- | -------------- | -------------- | -------------- | -------------- | -------------- | -------------- | -------------- | -------------- | -------------- | -------------- | -------------- | -------------- | -------------- | -------------- | -------------- | -------------- |
| Igrzyska olimpijskie                  |                |                |                |                | 5              |                |                |                |                |                |                |                |                |                |                |                |                |
| Mistrzostwa świata                    |                |                |                |                | 2              |                |                |                |                |                |                |                |                |                |                |                |                |
| Mistrzostwa Europy                    |                |                |                |                | 1              |                |                |                |                |                |                |                |                |                |                |                |                |
| GP Finał Grand Prix                   |                |                |                | WD             | 2              | 5              |                |                |                |                |                |                |                |                |                |                |                |
| GP Cup of China                       |                |                |                | 2              |                | 2              |                |                |                |                |                |                |                |                |                |                |                |
| GP Rostelecom Cup                     |                |                |                |                | 1              |                |                | 12             |                |                |                |                |                |                |                |                |                |
| GP Skate America                      |                |                |                |                |                |                | 6              | WD             |                |                |                |                |                |                |                |                |                |
| GP Skate Canada International         |                |                |                |                | 1              |                |                |                |                |                |                |                |                |                |                |                |                |
| GP Trophée Eric Bompard               |                |                |                | 3              |                | 2              | 2              |                |                |                |                |                |                |                |                |                |                |
| CS Memoriał Ondreja Nepeli            |                |                |                |                |                |                |                | 2              |                |                |                |                |                |                |                |                |                |
| CS Finlandia Trophy                   |                |                |                |                |                |                | 2              |                |                |                |                |                |                |                |                |                |                |
| Cup of Tyrol                          |                |                |                |                |                |                | 1              |                |                |                |                |                |                |                |                |                |                |
| Finlandia Trophy                      |                |                |                | 1              | 1              |                |                |                |                |                |                |                |                |                |                |                |                |
| Międzynarodowe: Kategorie młodzieżowe |                |                |                |                |                |                |                |                |                |                |                |                |                |                |                |                |                |
| Mistrzostwa świata juniorów           |                |                | 1              | 2              |                |                |                |                |                |                |                |                |                |                |                |                |                |
| JGP Finał                             |                |                | 1              |                |                |                |                |                |                |                |                |                |                |                |                |                |                |
| JGP w Polsce                          |                |                | 1              |                |                |                |                |                |                |                |                |                |                |                |                |                |                |
| JGP we Włoszech                       |                |                | 1              |                |                |                |                |                |                |                |                |                |                |                |                |                |                |
| Krajowe                               |                |                |                |                |                |                |                |                |                |                |                |                |                |                |                |                |                |
| Mistrzostwa Rosji                     |                | 4              | 2              | WD             | 2              | 9              | 7              | WD             |                |                |                |                |                |                |                |                |                |
| Mistrzostwa Rosji juniorów            | 5 J            | WD             | 1 J            | 5 J            |                |                |                |                |                |                |                |                |                |                |                |                |                |
| Zawody zespołowe                      |                |                |                |                |                |                |                |                |                |                |                |                |                |                |                |                |                |
| Igrzyska olimpijskie                  |                |                |                |                | 1              |                |                |                |                |                |                |                |                |                |                |                |                |